# Chimarra moselyi
Chimarra moselyi är en nattsländeart som beskrevs av Donald G. Denning 1948. Chimarra moselyi ingår i släktet Chimarra och familjen stengömmenattsländor. Inga underarter finns listade i Catalogue of Life.